# Дегас (шнява, 1704)
«Дегас» («Заяц») — шнява Балтийского флота России, участник Северной войны 1700—1721 годов.

## Описание шнявы
Одна из десяти 14-пушечных шняв типа «Мункер», построенных по проекту Петра I. Длина шнявы по сведениям из различных источников составляла от 21,94 до 22 метров, ширина от 5,6 до 5,63 метра, а осадка от 2,4 до 2,44 метра. Вооружение судна состояло из четырнадцати 3-фунтовых орудий.

## История
Шнява «Дегас» была заложена 12 ноября 1703 года на Олонецкой верфи и после спуска на воду 18 июля 1704 года вошла в состав Балтийского Флота России. Строительство вели корабельные мастера Я. Фанасон, Г. Мейбоу и Я. Руловс. В сентябре и октябре того же года судно было переведено с верфи в Санкт-Петербург.
Принимала участие в Северной войне 1700—1721 годов. С 1705 по 1708 год ежегодно с апреля по октябрь в составе эскадр выходила из Санкт-Петербурга к острову Котлин на Кронштадтский рейд для защиты острова и форта Кроншлот, а также для обучения экипажа. Периодически находилась в крейсерских плаваниях в Финском заливе. В июле 1705 года во время выхода в одно из крейсерских плаваний обнаружила в Финском заливе шведский флот, идущий к Котлину, и вернулась к эскадре c известием о неприятеле. 4, 6, 10 и 16 июня 1705 года принимала участие в отражении атак шведского флота, находясь за линией фрегатов между Котлином и Кроншлотом вместе с другими шнявами. С 1 по 14 мая следующего года сопровождала транспортные суда к Берёзовым островам в составе эскадры вице-адмирала К. И. Крюйса. 6 мая в море понесло застрявшие во льду транспортные суда, шнява под всеми парусами сквозь лёд пробилась к этим судам и удерживала их.
После 1710 года шнява была разобрана.

## Командиры шнявы
Командирами шнявы «Дегас» в составе российского флота в разное время служили:
- К. Плас (1704 год);
- Я. Крос-Аббо (1705 год);
- Б. Шмит (1707—1708 годы);
- X. Дозин (1710 год).